# Zur Chronik von Grieshuus
Zur Chronik von Grieshuus er en tysk stumfilm fra 1925 instrueret af Arthur von Gerlach.

## Medvirkende
- Arthur Kraußneck som Burgherr von Grieshuus
- Paul Hartmann som Junker Hinrich
- Rudolf Forster som Junker Detlev
- Rudolf Rittner som Owe Heiken
- Lil Dagover som Bärbe
- Gertrude Welcker som Gesine
- Gertrud Arnold som Matte
- Hanspeter Peterhans som Enzio
- Christian Bummerstedt som Christof
- Josef Peterhans som Bereiter